# シングルコレクション!
『シングルコレクション!』は、日本のJ-POPグループであるET-KINGのベスト・アルバム。発売元は、ユニバーサルミュージック。

## 概要
- 結成10周年を記念して、初のベスト・アルバムを発売。
- デビュー・シングル「ドーナッツ」から、最新シングル「サクラサク」までの全シングル12曲と3曲の新曲を収録。
- 3曲の新曲には、「愛しい人へ」を新しいアレンジでリメイクした「愛しい人へ 2010」やmihimaru GTのhirokoが参加した、3月3日から配信がスタートした最新曲「最後の言葉 feat. h（=hiroko from mihimaru GT）」やボーナストラックとして書き下ろしの新曲「一番音頭」を収録。
- 通常盤の初回プレス分のナイスプライス盤は15曲入りで、税込み2,000円の価格で販売提供。おまけの「一番音頭」振り付け指南書付き。
- 初回限定盤A・Bには、ボーナス・ディスクにシングル曲以外の楽曲をファン投票で選んだ「FAN’S REQUEST TOP10」や※「最後の言葉 feat. h（=hiroko from mihimaru GT）」ミュージック・ビデオ&メイキング映像、「愛しい人へ2010」レコーディング・ドキュメンタリー映像、「一番音頭」振り付け指南映像が入ったDVDや※デビュー以来のオフィシャル写真を集めたスペシャル・ブックレット「公式フォトブック」が付いている。
- 通常盤・ナイスプライス盤・初回限定盤A・Bにおまけとして「一番音頭」振り付け指南書を封入。

※初回限定盤Aのみ

## 収録曲

### ナイスプライス盤・通常盤(CD)
1. ドーナッツ
1stシングルの1曲目
2. 夏大盛り
1stシングルの2曲目
3. Beautiful Life
2ndシングル
4. 愛しい人へ
3rdシングル
5. ギフト
4thシングル
6. 晴レルヤ
5thシングル
7. さよならまたな
6thシングル
8. ふたりの歌
7thシングル
9. 今
8thシングル
10. 君想う花
9thシングル
11. 新恋愛
10thシングル
12. サクラサク
11thシングル
13. 愛しい人へ 2010
新曲
14. 最後の言葉 feat. h (＝hiroko from mihimaru GT)
配信限定シングル、新曲
15. 一番音頭
ボーナストラック、新曲

「一番音頭」振り付け指南書

### 初回限定盤A(2CD+DVD)

#### DISC1(CD)
1. ドーナッツ
2. 夏大盛り
3. Beautiful Life
4. 愛しい人へ
5. ギフト
6. 晴レルヤ
7. さよならまたな
8. ふたりの歌
9. 今
10. 君想う花
11. 新恋愛
12. サクラサク
13. 愛しい人へ 2010
14. 最後の言葉 feat. h (＝hiroko from mihimaru GT)
15. 一番音頭
ボーナストラック

#### DISC2(CD) (FAN'S REQUEST TOP10)
1. 纏
リクスエト投票数1位、インディーズシングル
2. NANIWA
リクスエト投票数2位、3rdシングルのカップリング
3. 巡り会いの中で
リクスエト投票数3位、3rdアルバム「U」収録
4. わやくちゃ
リクスエト投票数4位、2ndシングルのカップリング
5. 男の主題歌
リクスエト投票数5位、3rdアルバム「U」収録
6. ヤッターマンの歌
リクスエト投票数6位、7thシングルのカップリング。
7. 陽あたり良好
リクスエト投票数7位、2ndアルバム「SOUL LAUNDRY」収録
8. まだまだ
リクスエト投票数8位、2ndアルバム「SOUL LAUNDRY」収録
9. べっぴんさん 〜灼熱のダンスホール〜
リクスエト投票数9位、10thシングルのカップリング
10. たいまつ
リクスエト投票数10位、1stアルバム「LOVE & SOUL」収録

#### DISC3(DVD)
- 「最後の言葉 feat. h」ミュージック・ビデオ&メイキング映像
- 「愛しい人へ2010」レコーディング・ドキュメンタリー映像
- 「一番音頭」振り付け指南映像を収録

スペシャル・ブックレット「公式フォトブック」

「一番音頭」振り付け指南書

### 初回限定盤B(2CD)

#### DISC1(CD)
1. ドーナッツ
2. 夏大盛り
3. Beautiful Life
4. 愛しい人へ
5. ギフト
6. 晴レルヤ
7. さよならまたな
8. ふたりの歌
9. 今
10. 君想う花
11. 新恋愛
12. サクラサク
13. 愛しい人へ 2010
14. 最後の言葉 feat. h (＝hiroko from mihimaru GT)
15. 一番音頭
ボーナストラック

#### DISC2(CD) (FAN'S REQUEST TOP10)
1. 纏
2. NANIHA
3. 巡り会いの中で
4. わやくちゃ
5. 男の主題歌
6. ヤッターマンの歌
7. 陽あたり良好
8. まだまだ
9. べっぴんさん 〜灼熱のダンスホール〜
10. たいまつ

「一番音頭」振り付け指南書